# Nokia Communicator
Communicator è una serie di cellulari prodotta dalla Nokia. Il numero di questa serie è il 9000, eccetto per il E90 che fa parte della Eseries.
Il cellulare chiuso appare come un cellulare normale ed invece aperto appare con uno schermo largo e tastiera QWERTY.

## Cellulari in ordine di uscita
- Con sistema operativo GeoWorks
  - Nokia 9000 Communicator
  - Nokia 9110 Communicator
- Con sistema operativo Symbian
  - Serie 80
    - Nokia 9210 Communicator
    - Nokia 9500 Communicator
    - Nokia 9300 Communicator
    - Nokia 9300i

  - Serie 60
    - Nokia E90 Communicator

  - Prototipi, uscita futura
    - Nokia Morph